# Liste der Bischöfe von Ischia
Die folgenden Personen waren Bischöfe von Ischia (Italien):
- Pietro I. (1172)
- Sergio III.
- Amenio (1206)
- Matteo (1239)
- Salvo (1293?–1305)
- Pietro II. (1306–?)
- Ugolino da Osimo (1340)
- Guglielmo (?–1348)
- Tommaso da Marsico (1348–?)
- Giacomo da Itri (?–1358) (auch Bischof von Martirano)
- Bartolomeo Bussolaro, O.E.S.A. (1359–1389)
- Paolo Strina (1389–1392)
- Nicola Tinti, O.P. (1396–1402?)
- Andrea ?
- Kardinal Baldassarre Cossa (1406? – 1418) (Administrator)
- Lorenzo de Ricci di Firenze (1419–1436)
- Giovanni di Sicilia, O.E.S.A. (1436–1454)
- Michele Cosal, O.Cister. (1454–1464)
- Giovanni de Cico (1464–1479)
- Marco Antonio Fioda ?
- Bernardo de Leis (1503–1504)
- Giovanni (oder Donato) Stinco (1504–1534) (vorher Bischof von Castro)
- Agostino Falivenia (oder Pastineo) (1534–1548)
- Francesco Guttierrez (1548–1554)
- Virgilio Kardinal Rosario (1554–1559)
- Filippo Geri (oder De Gheri) (1560–1564)
- Kardinal Inico d’Avalos (1564–1565)
- Fabio Polverino (1565–1590)
- Innaco d’Avalos, C.R.S.A. (1590–1635)
- Francesco Tontori, C.R.S. (1638–1663)
- Giovannantonio de Vecchis (1663–1672)
- Girolamo Rocca (1672–1691)
- Michelangelo Cotignola (1692–1698)
- Luca Trapani (1699–1718)
- Giovanni Maria Capecelatro (1718–1739)
- Nicola Schiaffinato, O.E.S.A. (1739–1743)
- Felice Amato (1743–1764)
- Onofrio De Rossi (1764–1775)
- Sebastiano de Rosa (1775–1792)
- Pasquale Sansone (1792–1799)
- Giuseppe D’Amante (1818–1843)
- Luigi Gagliardi (1843–1854)
- Felice Romano (1854–1872)
- Francesco di Nicola (1872–1885)
- Gennaro Portanova (1885–1888) (auch Erzbischof von Reggio Calabria)
- Giuseppe Candido (1889–1901)
- Mario Palladino (1901–1913) (auch Bischof von Caserta)
- Antonio Venci (1913) (Kapitularvikar)
- Pasquale Ragosta (1914–1925) (auch Bischof von Castellammare di Stabia)
- Giuseppe Petrone (1925–1929) (Administrator, auch Bischof von Pozzuoli)
- Ernesto de Laurentiis (1928–1956)
- Antonio Cece (1956–1962)
- Dino Tomassini (1962–1970) (auch Bischof von Anglona-Tursi)
- Corrado Kardinal Ursi (1970–1972) (Apostolischer Administrator)
- Diego Parodi, M.C.C.I. (1980–1983) (seit 1972 Apostolischer Administrator)
- Antonio Pagano (1983–1997)
- Filippo Strofaldi (1997–2012)
- Pietro Lagnese (2013–2020)
- Gennaro Pascarella seit 2021 (gleichzeitig Vereinigung mit dem Bistum Pozzuoli in persona episcopi)